# Polyommatus glauca
Polyommatus glauca är en fjärilsart som beskrevs av Maasen 1880. Polyommatus glauca ingår i släktet Polyommatus och familjen juvelvingar. Inga underarter finns listade i Catalogue of Life.